# Galgenen

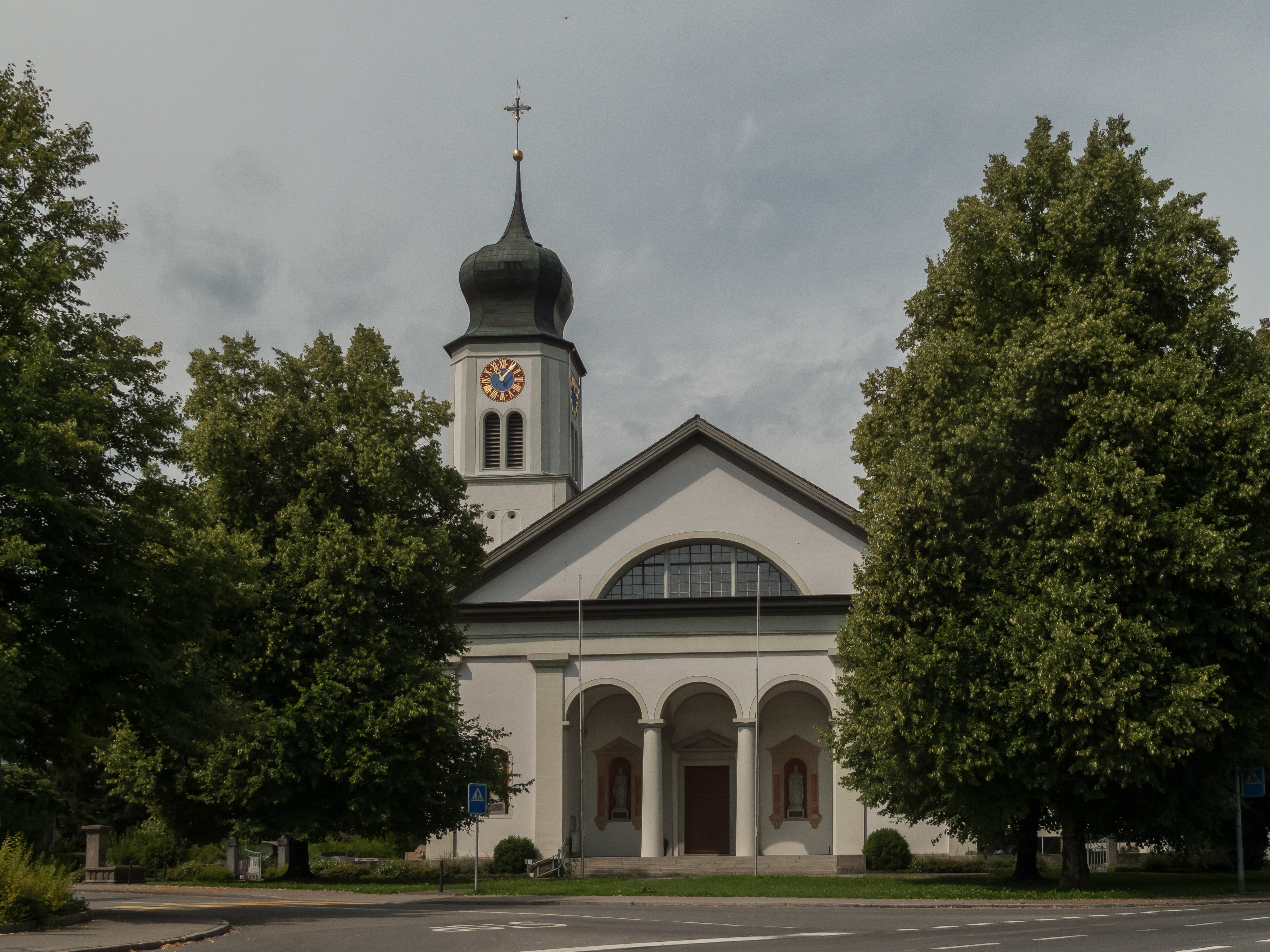
Galgenen, église: Katholische Pfarrkirche Sankt Martin

Galgenen est une commune suisse du canton de Schwytz, située dans le district de March.

## Géographie

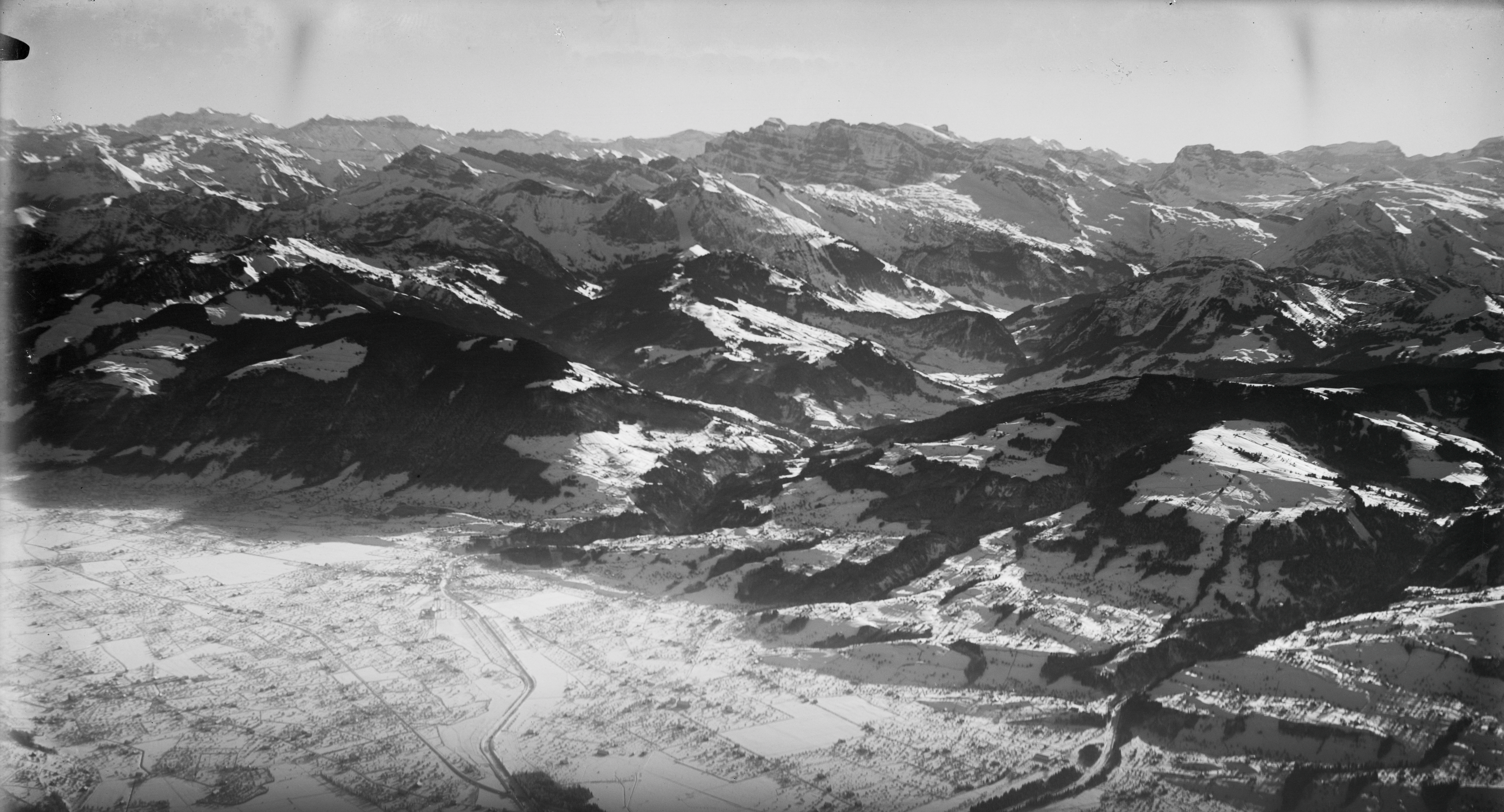
Vue aérienne par Walter Mittelholzer (1919)

Selon l'Office fédéral de la statistique, la superficie de Galgenen est de 13,28 km2.

## Démographie
Selon l'Office fédéral de la statistique, Galgenen compte 5 342 habitants en 2022. Sa densité de population atteint 402 hab./km2.
Le graphique suivant résume l'évolution de la population de Galgenen entre 1850 et 2008 :

## Monuments et curiosités
- L'église paroissiale Saint-Martin a été érigée par l'architecte cantonal zurichois Hans Conrad Stadler entre 1822 et 1826. Elle intègre dans sa façade néo-classique à trois arcades s'ouvrant sur le porche un clocher plus ancien remontant à 1804[4].
- La chapelle Saint-Jost est un bâtiment gothique qui a été consacré en 1398, et remanié en 1622-23. Les peintures murales qui l'ornent côté rue datent de cette époque[5].